# Iran op de Olympische Zomerspelen 2024
Iran nam deel aan de Olympische Zomerspelen 2024 in Parijs, Frankrijk.

## Medailleoverzicht
| Medaille | Naam                 | Sport     | Onderdeel                             | Datum       |
| -------- | -------------------- | --------- | ------------------------------------- | ----------- |
| Goud     | Mohammad Hadi Saravi | Worstelen | Grieks-Romeins Zwaar -97 kg (m)       | 7 augustus  |
| Goud     | Saeid Esmaeili       | Worstelen | Grieks-Romeins Licht -67 kg (m)       | 8 augustus  |
| Goud     | Arian Salimi         | Taekwondo | Zwaargewicht +80 kg (m)               | 10 augustus |
|          |                      |           |                                       |             |
| Zilver   | Alireza Mohmadi      | Worstelen | Grieks-Romeins Midden -87 kg (m)      | 8 augustus  |
| Zilver   | Nahid Kiani          | Taekwondo | Lichtgewicht -57 kg (v)               | 8 augustus  |
| Zilver   | Hassan Yazdani       | Worstelen | Vrije Stijl Midden -86 kg (m)         | 9 augustus  |
| Zilver   | Mehran Barkhordari   | Taekwondo | Middengewicht -80 kg (m)              | 9 augustus  |
| Zilver   | Amir Hossein Zare    | Worstelen | Vrije Stijl Superzwaar -125 kg (m)    | 10 augustus |
| Zilver   | Rahman Amouzad       | Worstelen | Vrije Stijl Licht -65 kg (m)          | 11 augustus |
|          |                      |           |                                       |             |
| Brons    | Amin Mirzazadeh      | Worstelen | Grieks-Romeins Superzwaar -130 kg (m) | 6 augustus  |
| Brons    | Mobina Nematzadeh    | Taekwondo | Vlieggewicht -49 kg (v)               | 7 augustus  |
| Brons    | Amir Ali Azarpira    | Worstelen | Vrije Stijl Zwaar -97 kg (m)          | 11 augustus |

## Aantal deelnemers
Hieronder volgt een overzicht van de atleten die zich reeds gekwalificeerd hebben voor de Olympische Zomerspelen van 2024.
| Sport         | Mannen | Vrouwen | Totaal |
| ------------- | ------ | ------- | ------ |
| Atletiek      | 1      | 1       | 2      |
| Boogschieten  | 0      | 1       | 1      |
| Gewichtheffen | 2      | 0       | 2      |
| Gymnastiek    | 1      | 0       | 1      |
| Kanovaren     | 2      | 0       | 2      |
| Klimsport     | 1      | 0       | 1      |
| Roeien        | 0      | 3       | 3      |
| Schermen      | 4      | 0       | 4      |
| Schietsport   | 1      | 3       | 4      |
| Taekwondo     | 2      | 2       | 4      |
| Tafeltennis   | 2      | 1       | 3      |
| Wielersport   | 1      | 0       | 1      |
| Worstelen     | 12     | 0       | 12     |
| Zwemmen       | 1      | 0       | 1      |
| Totaal        | 30     | 11      | 41     |

## Deelnemers en resultaten

### Atletiek

#### Loopnummers
Mannen
| atleet         | onderdeel | voorronde | voorronde | series   | series | herkansingen | herkansingen | halve finale   | halve finale   | finale         | finale         |
| atleet         | onderdeel | tijd      | rang      | tijd     | rang   | tijd         | rang         | tijd           | rang           | tijd           | rang           |
| -------------- | --------- | --------- | --------- | -------- | ------ | ------------ | ------------ | -------------- | -------------- | -------------- | -------------- |
| Hassan Taftian | 100 m     | bye       | bye       | 10,18 SB | 5      | n.v.t.       | n.v.t.       | niet geplaatst | niet geplaatst | niet geplaatst | niet geplaatst |

Vrouwen
| atleet          | onderdeel | voorronde | voorronde | series | series | herkansingen | herkansingen | halve finale   | halve finale   | finale         | finale         |
| atleet          | onderdeel | tijd      | rang      | tijd   | rang   | tijd         | rang         | tijd           | rang           | tijd           | rang           |
| --------------- | --------- | --------- | --------- | ------ | ------ | ------------ | ------------ | -------------- | -------------- | -------------- | -------------- |
| Farzaneh Fasihi | 100 m     | bye       | bye       | 11,51  | 7      | n.v.t.       | n.v.t.       | niet geplaatst | niet geplaatst | niet geplaatst | niet geplaatst |

### Boogschieten
Vrouwen
| atleet        | onderdeel   | plaatsingsronde | plaatsingsronde | eerste ronde         | tweede ronde         | derde ronde          | kwartfinale          | halve finale         | finale / BM          | finale / BM    |
| atleet        | onderdeel   | score           | rang            | tegenstander uitslag | tegenstander uitslag | tegenstander uitslag | tegenstander uitslag | tegenstander uitslag | tegenstander uitslag | rang           |
| ------------- | ----------- | --------------- | --------------- | -------------------- | -------------------- | -------------------- | -------------------- | -------------------- | -------------------- | -------------- |
| Mobina Fallah | individueel | 652             | 28              | Ánh Nguyệt W 6 - 5   | Gökkır V 0 - 6       | niet geplaatst       | niet geplaatst       | niet geplaatst       | niet geplaatst       | niet geplaatst |

### Gewichtheffen
Mannen
| atleet            | onderdeel | trekken | trekken | stoten | stoten | totaal | rang |
| atleet            | onderdeel | score   | rang    | score  | rang   | totaal | rang |
| ----------------- | --------- | ------- | ------- | ------ | ------ | ------ | ---- |
| Mirmostafa Javadi | -89 kg    | 168     | 6       | 204    | 5      | 372    | 5    |
| Ali Davoudi       | +102 kg   | 205     | 4       | 242    | 4      | 447    | 4    |

### Gymnastiek

#### Turnen
Mannen
| atleet       | onderdeel | kwalificatie | kwalificatie | kwalificatie | kwalificatie | kwalificatie | kwalificatie | kwalificatie | kwalificatie | finale  | finale  | finale  | finale  | finale  | finale  | finale | finale  |
| atleet       | onderdeel | toestel      | toestel      | toestel      | toestel      | toestel      | toestel      | totaal       | positie      | toestel | toestel | toestel | toestel | toestel | toestel | totaal | positie |
| atleet       | onderdeel | vloer        | voltige      | ringen       | sprong       | brug         | rekstok      | totaal       | positie      | vloer   | voltige | ringen  | sprong  | brug    | rekstok | totaal | positie |
| ------------ | --------- | ------------ | ------------ | ------------ | ------------ | ------------ | ------------ | ------------ | ------------ | ------- | ------- | ------- | ------- | ------- | ------- | ------ | ------- |
| Mahdi Olfati | sprong    | n.v.t.       | n.v.t.       | n.v.t.       | 14,483       | n.v.t.       | n.v.t.       | n.v.t.       | 8 Q          | n.v.t.  | n.v.t.  | n.v.t.  | 14,266  | n.v.t.  | n.v.t.  | n.v.t. | 7       |

### Kanovaren

#### Sprint
Mannen
| atleet               | onderdeel  | series  | series | kwartfinale | kwartfinale | halve finale   | halve finale   | finale         | finale         |
| atleet               | onderdeel  | tijd    | rang   | tijd        | rang        | tijd           | rang           | tijd           | rang           |
| -------------------- | ---------- | ------- | ------ | ----------- | ----------- | -------------- | -------------- | -------------- | -------------- |
| Mohammad Nabi Rezaei | C-1 1000 m | 4.10,36 | 4 KF   | 3.52,41     | 4           | niet geplaatst | niet geplaatst | niet geplaatst | niet geplaatst |
| Ali Aghamirzaei      | K-1 1000 m | 3.36,58 | 6 KF   | 3.33,78     | 3           | niet geplaatst | niet geplaatst | niet geplaatst | niet geplaatst |

### Klimsport

#### Speed
| Atleet       | Onderdeel | Kwalificatie | Kwalificatie | Ronde 1               | Kwartfinale              | Halve finale              | Finale / BM          | Finale / BM |
| Atleet       | Onderdeel | Tijd         | Rang         | Tegenstander Tijd     | Tegenstander Tijd        | Tegenstander Tijd         | Tegenstander Tijd    | Rang        |
| ------------ | --------- | ------------ | ------------ | --------------------- | ------------------------ | ------------------------- | -------------------- | ----------- |
| Reza Alipour | mannen    | 5,06         | 6            | David V 5,26 q - 5,20 | Maimuratov W 5,57 - 6,14 | Leonardo V 4,84 PB - 4,78 | Watson V 4,88 - 4,74 | 4           |

### Roeien
Vrouwen
| atleet                     | onderdeel         | series  | series | herkansingen | herkansingen | kwartfinale | kwartfinale | halve finale   | halve finale   | finale  | finale |
| atleet                     | onderdeel         | tijd    | rang   | tijd         | rang         | tijd        | rang        | tijd           | rang           | tijd    | rang   |
| -------------------------- | ----------------- | ------- | ------ | ------------ | ------------ | ----------- | ----------- | -------------- | -------------- | ------- | ------ |
| Fatemeh Mojallal           | skiff             | 8.01,30 | 4 H    | 7.56,48      | 1 KF         | 8.00,37     | 6 HC/D      | 8.06,23        | 6 FD           | 7.46,08 | 21     |
| Mahsa Javar Zeinab Norouzi | lichte dubbeltwee | 7.35,97 | 4 H    | 7.35,56      | 4 FC         | n.v.t.      | n.v.t.      | niet geplaatst | niet geplaatst | 7.14,32 | 16     |

Legenda: FA=finale A (medailles); FB=finale B (geen medailles); FC=finale C (geen medailles); FD=finale D (geen medailles); FE=finale E (geen medailles); FF=finale F (geen medailles); HA/B=halve finale A/B; HC/D=halve finale C/D; HE/F=halve finale E/F; KF=kwartfinale; H=herkansing

### Schermen
Mannen
| atleet                                         | onderdeel  | eerste ronde         | tweede ronde         | derde ronde          | kwartfinale                | halve finale         | finale / BM          | finale / BM    |
| atleet                                         | onderdeel  | tegenstander uitslag | tegenstander uitslag | tegenstander uitslag | tegenstander uitslag       | tegenstander uitslag | tegenstander uitslag | rang           |
| ---------------------------------------------- | ---------- | -------------------- | -------------------- | -------------------- | -------------------------- | -------------------- | -------------------- | -------------- |
| Ali Pakdaman                                   | sabel      | bye                  | Yoshido W 15 - 11    | Oh S-u V 10 - 15     | niet geplaatst             | niet geplaatst       | niet geplaatst       | niet geplaatst |
| Mohammad Rahbari                               | sabel      | bye                  | Patrice V 13 - 15    | niet geplaatst       | niet geplaatst             | niet geplaatst       | niet geplaatst       | niet geplaatst |
| Mohammad Fotouhi                               | sabel      | Zea V 13 - 15        | niet geplaatst       | niet geplaatst       | niet geplaatst             | niet geplaatst       | niet geplaatst       | niet geplaatst |
| Ali Pakdaman Mohammad Rahbari Mohammad Fotouhi | sabel team | n.v.t.               | n.v.t.               | n.v.t.               | Verenigde Staten W 45 - 44 | Hongarije V 43 - 45  | Frankrijk V 25 - 45  | 4              |

Reserve: Farzad Baher Arasbaran

### Schietsport
Mannen
| atleet              | onderdeel | kwalificaties | kwalificaties | finale         | finale         |
| atleet              | onderdeel | punten        | rang          | punten         | rang           |
| ------------------- | --------- | ------------- | ------------- | -------------- | -------------- |
| Mohammad Beiranvand | trap      | 117           | 24            | niet geplaatst | niet geplaatst |

Vrouwen
| atlete                   | onderdeel        | kwalificaties | kwalificaties | finale         | finale         |
| atlete                   | onderdeel        | punten        | rang          | punten         | rang           |
| ------------------------ | ---------------- | ------------- | ------------- | -------------- | -------------- |
| Shermineh Chehel Amirani | 10 m luchtgeweer | 630,0         | 11            | niet geplaatst | niet geplaatst |
| Fatemeh Amini            | 10 m luchtgeweer | 626,2         | 26            | niet geplaatst | niet geplaatst |
| Hanieh Rostamian         | 10m luchtpistool | 571           | 22            | niet geplaatst | niet geplaatst |
| Hanieh Rostamian         | 25m pistool      | 588           | 3 Q           | 19             | 6              |

### Taekwondo
Mannen
| atleet             | onderdeel | kwalificatie         | eerste ronde         | kwartfinale          | halve finale         | herkansing           | finale / BM          | finale / BM |
| atleet             | onderdeel | tegenstander uitslag | tegenstander uitslag | tegenstander uitslag | tegenstander uitslag | tegenstander uitslag | tegenstander uitslag | rang        |
| ------------------ | --------- | -------------------- | -------------------- | -------------------- | -------------------- | -------------------- | -------------------- | ----------- |
| Mehran Barkhordari | -80 kg    | bye                  | Jaysunov W 2 - 1     | Alessio W 2 - 1      | Seo G-w W 2 - 1      | bye                  | Katoussi V 0 - 2     | Zilver      |
| Arian Salimi       | +80 kg    | bye                  | Rafalovich W 2 - 0   | Sansores W 2 - 1     | Šapina W 2 - 1       | bye                  | Cunningham W 2 - 1   | Goud        |

Vrouwen
| atleet            | onderdeel | kwalificatie         | eerste ronde         | kwartfinale          | halve finale         | herkansing           | finale / BM          | finale / BM |
| atleet            | onderdeel | tegenstander uitslag | tegenstander uitslag | tegenstander uitslag | tegenstander uitslag | tegenstander uitslag | tegenstander uitslag | rang        |
| ----------------- | --------- | -------------------- | -------------------- | -------------------- | -------------------- | -------------------- | -------------------- | ----------- |
| Mobina Nematzadeh | -49 kg    | bye                  | Tau W 2 - 0          | Cerezo W 2 - 1       | Qing V 0 - 2         | bye                  | Abu Taleb W 2 - 0    | Brons       |
| Nahid Kiani       | -57 kg    | bye                  | Alizadeh W 2 - 1     | Toumi W 2 - 1        | Aoun W 2 - 0         | bye                  | Kim Y-j V 0 - 2      | Zilver      |

### Tafeltennis
Mannen
| atleet         | onderdeel | voorronde            | eerste ronde         | tweede ronde         | derde ronde          | kwartfinale          | halve finale         | finale / BM          | finale / BM    |
| atleet         | onderdeel | tegenstander uitslag | tegenstander uitslag | tegenstander uitslag | tegenstander uitslag | tegenstander uitslag | tegenstander uitslag | tegenstander uitslag | rang           |
| -------------- | --------- | -------------------- | -------------------- | -------------------- | -------------------- | -------------------- | -------------------- | -------------------- | -------------- |
| Nima Alamian   | enkelspel | Omatoyo W 4 - 1      | Harimoto V 2 - 4     | niet geplaatst       | niet geplaatst       | niet geplaatst       | niet geplaatst       | niet geplaatst       | niet geplaatst |
| Noshad Alamian | enkelspel | Kao C V 1 - 4        | niet geplaatst       | niet geplaatst       | niet geplaatst       | niet geplaatst       | niet geplaatst       | niet geplaatst       | niet geplaatst |

Vrouwen
| atleet          | onderdeel | voorronde            | eerste ronde         | tweede ronde         | derde ronde          | kwartfinale          | halve finale         | finale / BM          | finale / BM    |
| atleet          | onderdeel | tegenstander uitslag | tegenstander uitslag | tegenstander uitslag | tegenstander uitslag | tegenstander uitslag | tegenstander uitslag | tegenstander uitslag | rang           |
| --------------- | --------- | -------------------- | -------------------- | -------------------- | -------------------- | -------------------- | -------------------- | -------------------- | -------------- |
| Neda Shahsavari | enkelspel | Pavade V 1 - 4       | niet geplaatst       | niet geplaatst       | niet geplaatst       | niet geplaatst       | niet geplaatst       | niet geplaatst       | niet geplaatst |

### Wielersport

#### Wegwielrennen
Mannen
| atleet    | onderdeel    | tijd    | rang |
| --------- | ------------ | ------- | ---- |
| Ali Labib | wegwedstrijd | 6.46.33 | 76   |

### Worstelen

#### Grieks-Romeinse stijl
Mannen
| atleet               | onderdeel | eerste ronde         | kwartfinale          | halve finale         | herkansing           | finale / BM          | finale / BM |
| atleet               | onderdeel | tegenstander uitslag | tegenstander uitslag | tegenstander uitslag | tegenstander uitslag | tegenstander uitslag | rang        |
| -------------------- | --------- | -------------------- | -------------------- | -------------------- | -------------------- | -------------------- | ----------- |
| Mehdi Mohsennejad    | −60 kg    |                      |                      |                      |                      |                      |             |
| Saeid Esmaeili       | −67 kg    |                      |                      |                      |                      |                      |             |
| Amin Kavianinejad    | −77 kg    |                      |                      |                      |                      |                      |             |
| Alireza Mohmadi      | −87 kg    |                      |                      |                      |                      |                      |             |
| Mohammad Hadi Saravi | −97 kg    |                      |                      |                      |                      |                      |             |
| Amin Mirzazadeh      | −130 kg   |                      |                      |                      |                      |                      |             |

#### Vrije stijl
Mannen
| atleet            | onderdeel | eerste ronde         | kwartfinale          | halve finale         | herkansing           | finale / BM          | finale / BM |
| atleet            | onderdeel | tegenstander uitslag | tegenstander uitslag | tegenstander uitslag | tegenstander uitslag | tegenstander uitslag | rang        |
| ----------------- | --------- | -------------------- | -------------------- | -------------------- | -------------------- | -------------------- | ----------- |
| Rahman Amouzad    | −65 kg    |                      |                      |                      |                      |                      |             |
| Younes Emami      | −74 kg    |                      |                      |                      |                      |                      |             |
| Hassan Yazdani    | −86 kg    |                      |                      |                      |                      |                      |             |
| Amir Ali Azarpira | −97 kg    |                      |                      |                      |                      |                      |             |
| Amir Hossein Zare | −125 kg   |                      |                      |                      |                      |                      |             |

### Zwemmen
Mannen
| Atleet        | Onderdeel        | Series | Series | Halve finale   | Halve finale   | Finale         | Finale         |
| Atleet        | Onderdeel        | Tijd   | Rang   | Tijd           | Rang           | Tijd           | Rang           |
| ------------- | ---------------- | ------ | ------ | -------------- | -------------- | -------------- | -------------- |
| Samyar Abdoli | 100 m vrije slag | 50,63  | 48     | Niet geplaatst | Niet geplaatst | Niet geplaatst | Niet geplaatst |